# Eddy Fischer
Eduard „Eddy“ Fischer (* 16. Dezember 1916 in Chiesch, Böhmen; † 24. August 1992) war ein deutscher Theater- und Kostümplastiker.

## Leben
Eduard Fischer absolvierte eine Ausbildungen als Sattler, Tapezierer, Dekorateur, Autolackierer, Kutschlackierer, Innenausstatter und Linoleumleger und arbeitete als Innenausstatter. Nach dem Beginn des Zweiten Weltkriegs wurde er zur Wehrmacht eingezogen, nahm am Krieg teil und geriet in Kriegsgefangenschaft. Nach der Entlassung arbeitete er ab 1945 als technischer Assistent am Theater Meiningen. 1949 wurde er Theatermeister am Brandenburgischen Landestheater Potsdam. 1950 holte ihn Helene Weigel als Theater- und Kostümplastiker ans Berliner Ensemble. Seine erste Arbeit als Kascheur war für Mutter Courage und ihre Kinder ein immer wieder verwendbares Huhn zum Rupfen. Fischer war dann Leiter der Kaschierwerkstatt, die sich bis zur Schließung 2000 neben der Probebühne des Deutschen Theaters in Berlin-Mitte befand. Eine von Fischers Schülerinnen war Nancy Torres.
Als freiberuflicher Kascheur schuf Fischer Masken, Tier- und Kostümplastiken für weitere Theater und Opernhäuser im In- und Ausland, unter anderem für Klaus Noack (* 1953), Helene Weigel, Caspar Neher, Wolfgang Heinz, Karl von Appen, Heinrich Kilger, Benno Besson, Manfred Wekwerth, Heiner Müller, Peter Zadek, Fritz Bennewitz, Horst Sagert, Ruth Berghaus, Bertolt Brecht, Götz Friedrich, Karl Kneidl, Harry Kupfer, Konrad Wolf und Erich Engel. Das Werk Fischers umfasst etwa 4000 Tiere und 6000 Masken. Es gehört zu Fischers Verdienst, dass der handwerkliche Beruf des Kascheurs sich durch den Einsatz vielfältiger Arbeiten und Technologien zum selbständigen Theaterplastiker entwickelte.    
Fischer war bis 1990 Mitglied des Verbands Bildender Künstler der DDR. Er hatte mehrere Einzelausstellungen und war in der DDR u. a. 1982/1983 auf der IX. Kunstausstellung der DDR in Dresden vertreten. 
Sein Grab befindet sich auf dem Dorotheenstädtischen Friedhof II in Berlin-Mitte.

## Ehrungen
- Kunstpreis der DDR
- Held der Arbeit
- Nationalpreis der DDR II. Klasse

## Weitere Werkbeispiele
- Drache aus Der Drache von Jewgeni Schwarz am Deutschen Theater Berlin nach den Bühnen- und Kostümbildentwürfen von Horst Sagert
- Die Kuh aus Purpurstaub von Sean O’Casey am Berliner Ensemble an der Deutschen Staatsoper Berlin
- Rosinante aus Don Quijote nach Miguel de Cervantes an der Komischen Oper Berlin
- Zentauren, Erdgeist, Ur-Faust nach Johann Wolfgang Goethe, Regie, Bühnen- und Kostümbild Horst Sagert

- Masken zu Der kaukasische Kreidekreis am Berliner Ensemble (1954)
- Puppe Olympia in Hoffmanns Erzählungen in der Komischen Oper